# コルト・エマーソン
コルト・ウォーカー・エマーソン（Colt Walker Emerson, 2005年7月20日 - ）は、アメリカ合衆国オハイオ州ゼインズビル出身のプロ野球選手（内野手）。右投左打。MLBのシアトル・マリナーズ傘下所属。

## 経歴

### プロ入りとマリナーズ傘下時代
2023年のMLBドラフト1巡目（全体22位）でシアトル・マリナーズから指名され、予定していたオーバーン大学への進学を取りやめプロ入り。契約金は380万ドル。傘下のルーキー級アリゾナ・コンプレックスリーグ・マリナーズでプロデビューした後にA級モデスト・ナッツへ昇格し、2チーム合計で24試合に出場して打率.374、2本塁打、13打点を記録した。